# 美術館

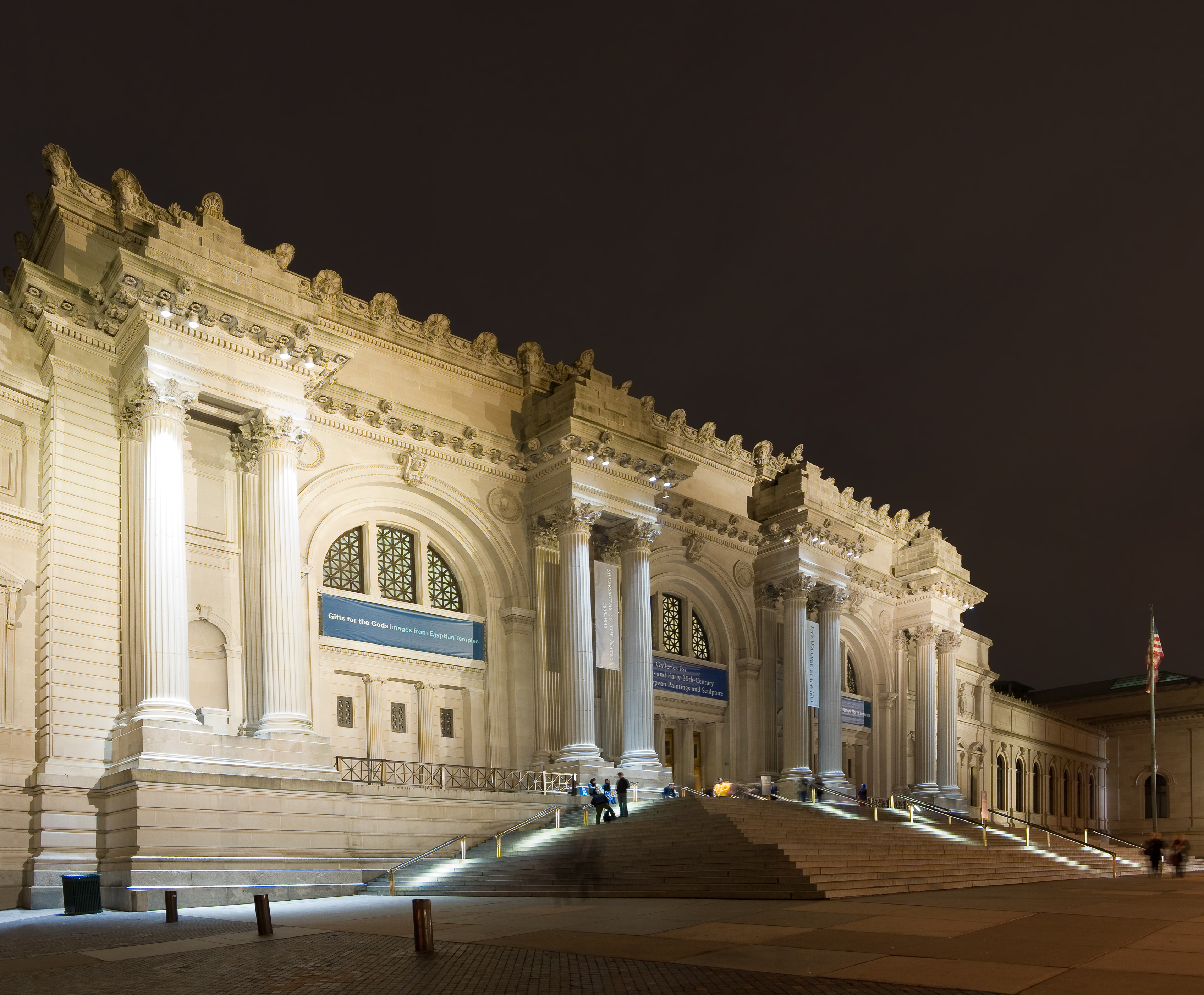
紐約市的大都會藝術博物館。

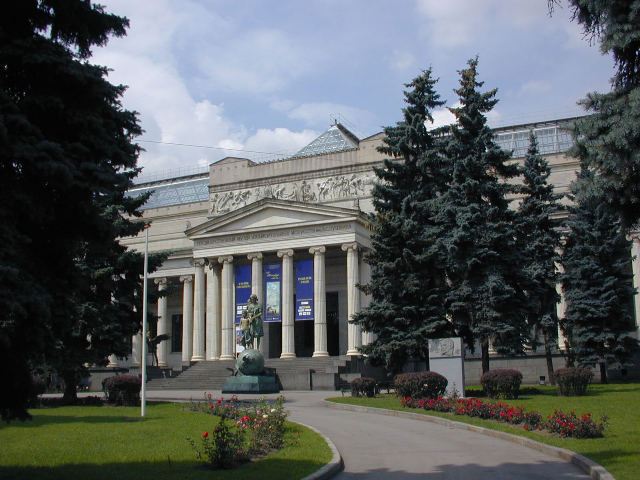
莫斯科的普希金造型藝術博物館。

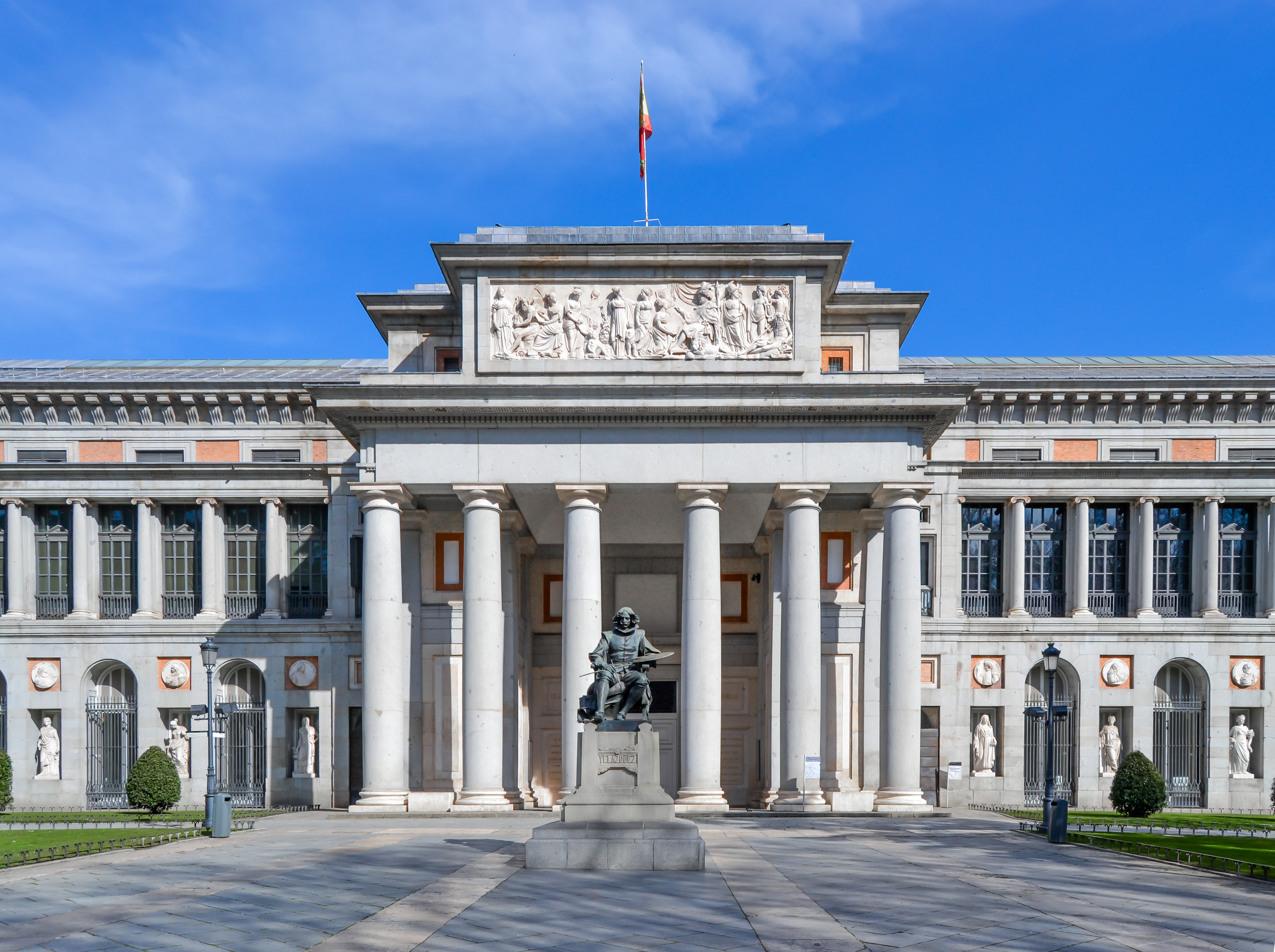
馬德里的普拉多博物館。

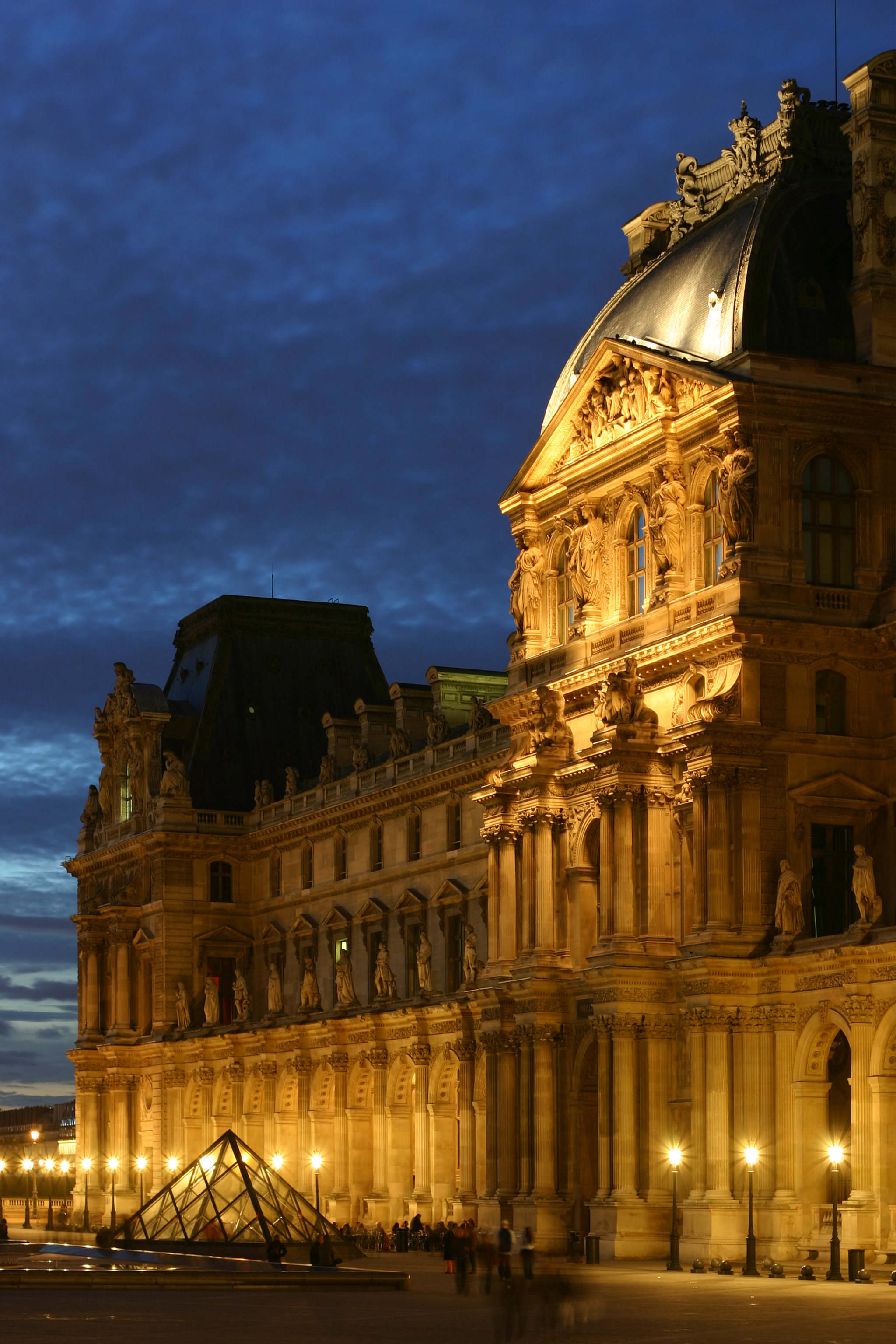
巴黎的羅浮宮。

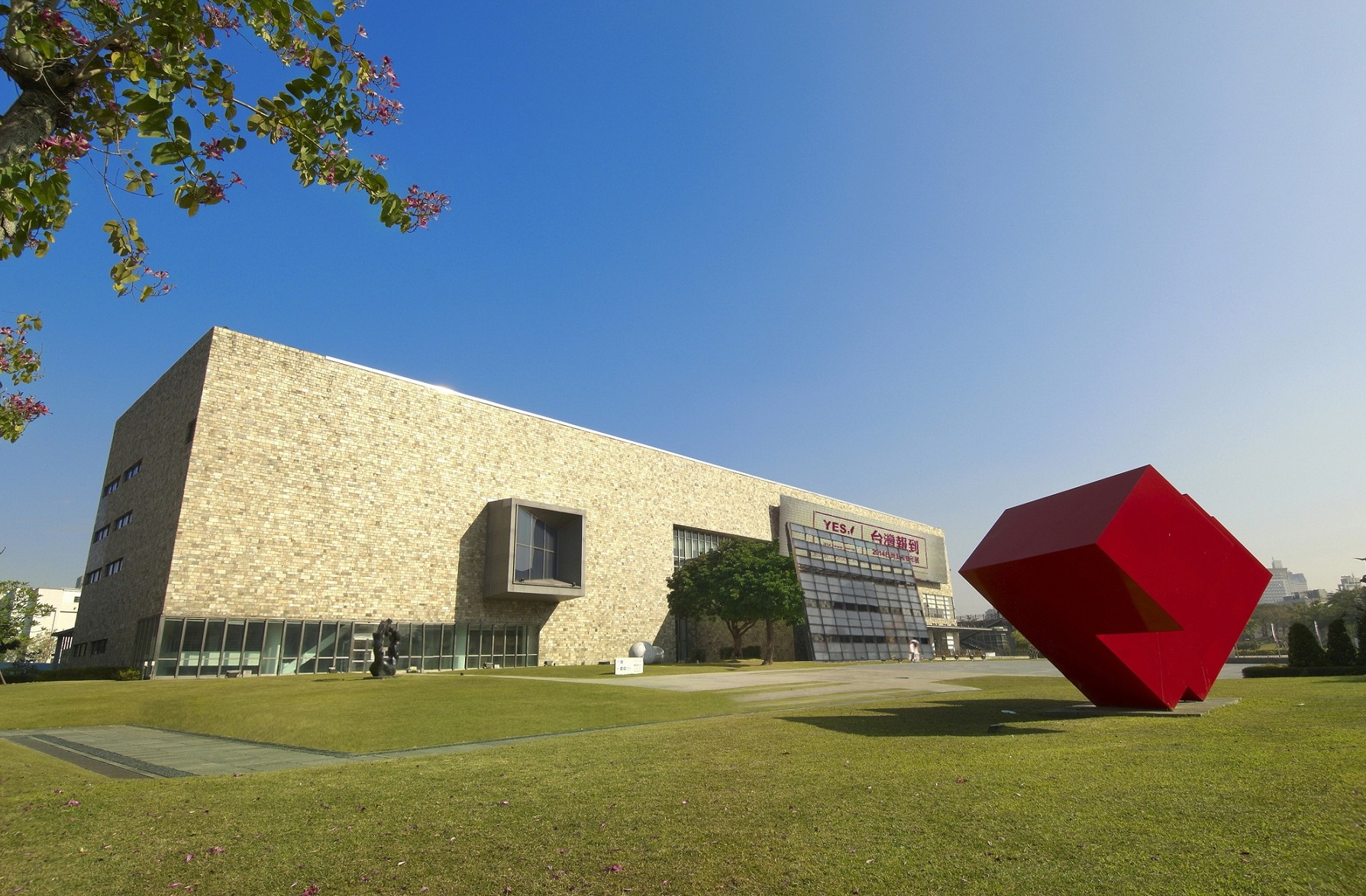
台中市的國立台灣美術館。

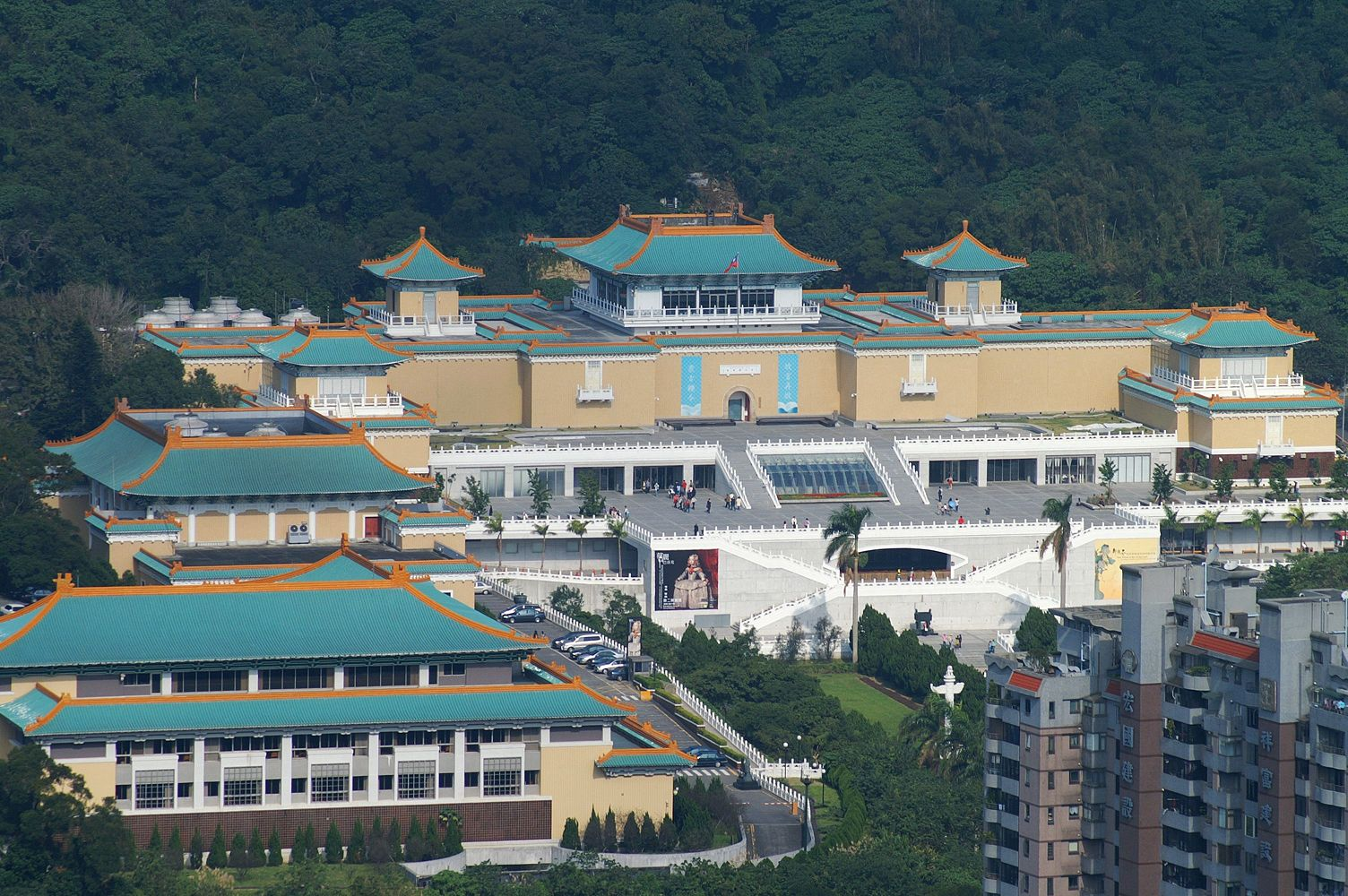
台北市的國立故宮博物院。

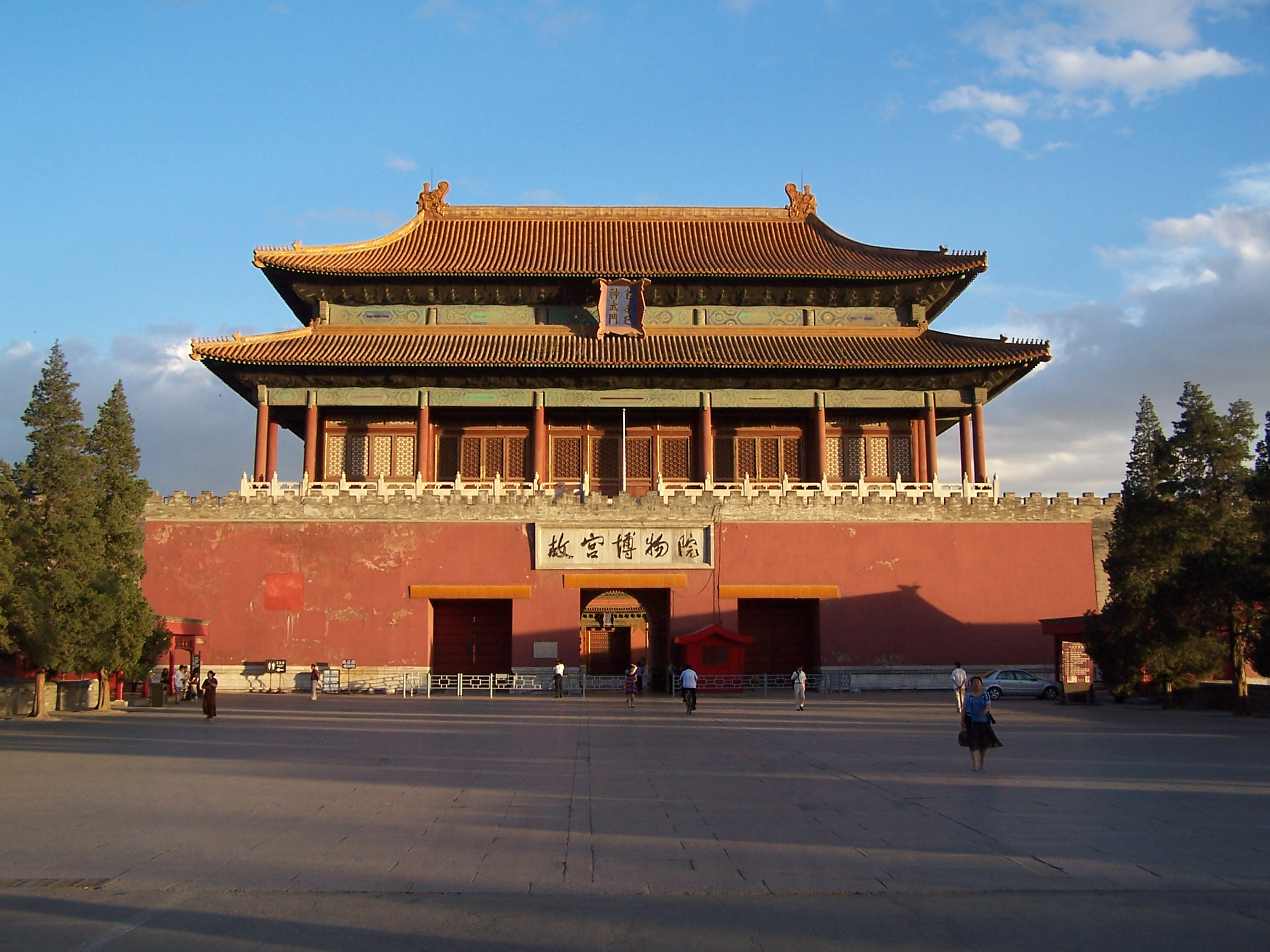
北京市的故宮博物院。

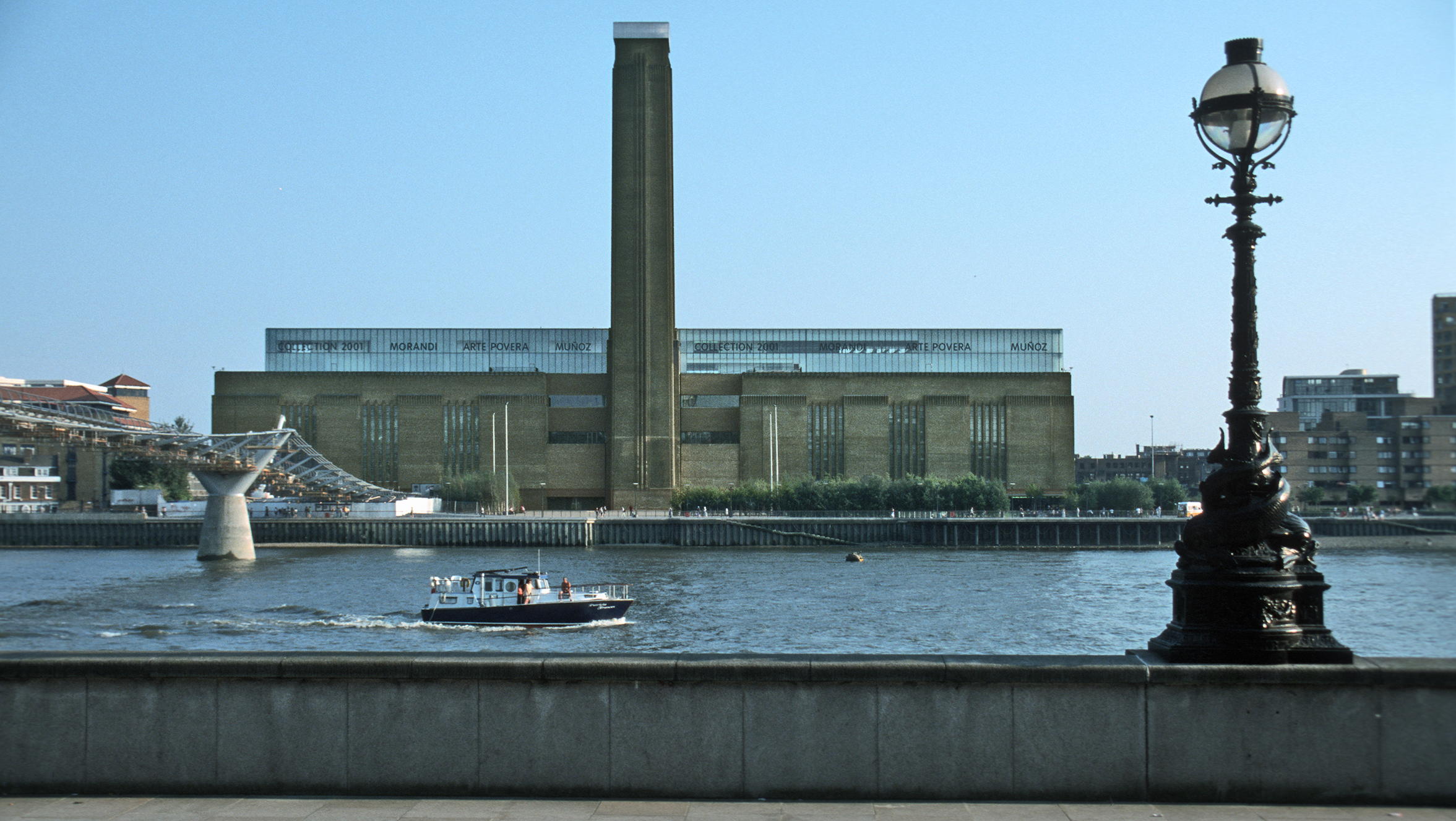
倫敦的泰特現代藝術館。

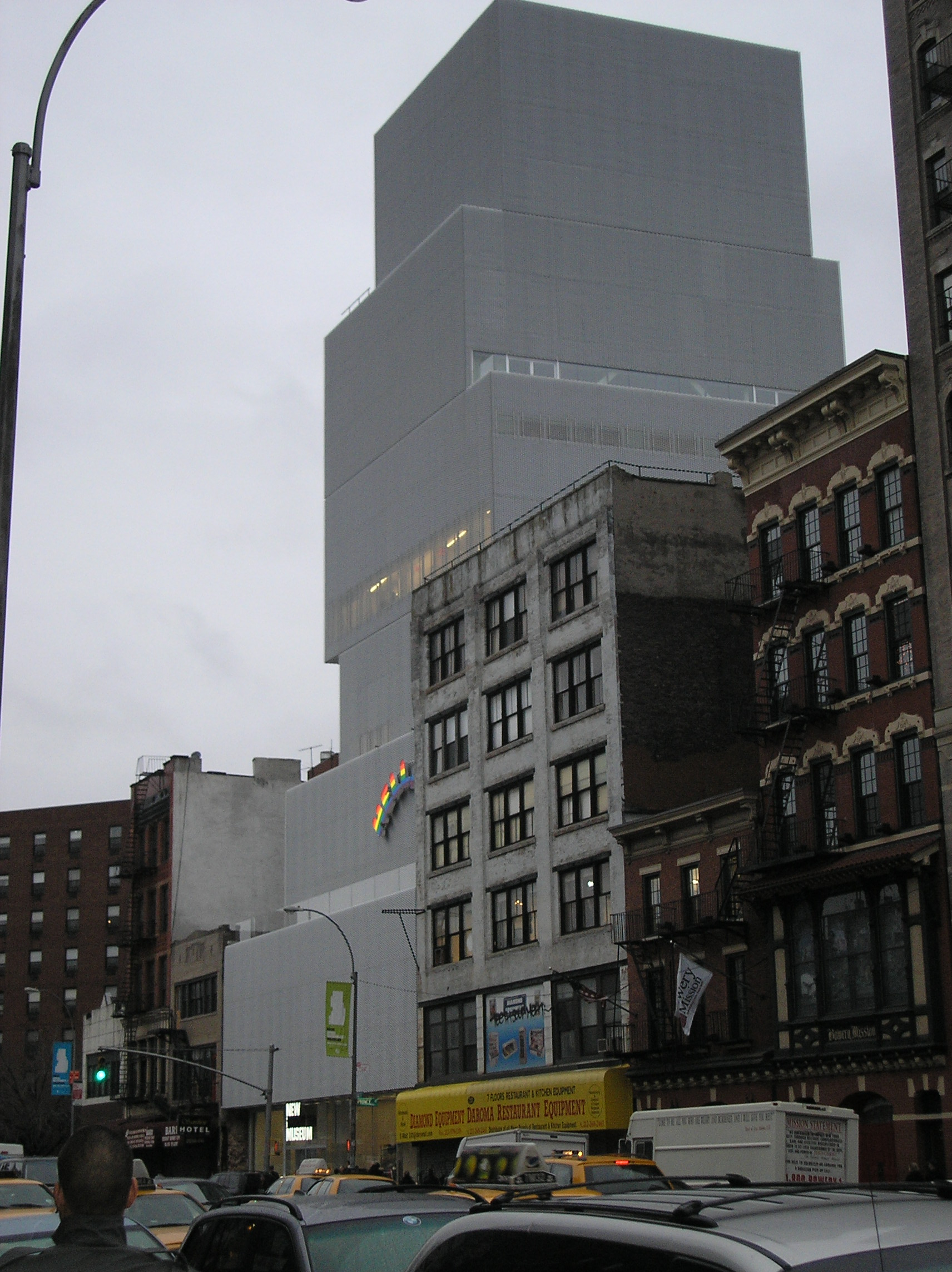
紐約市的新當代藝術博物館。

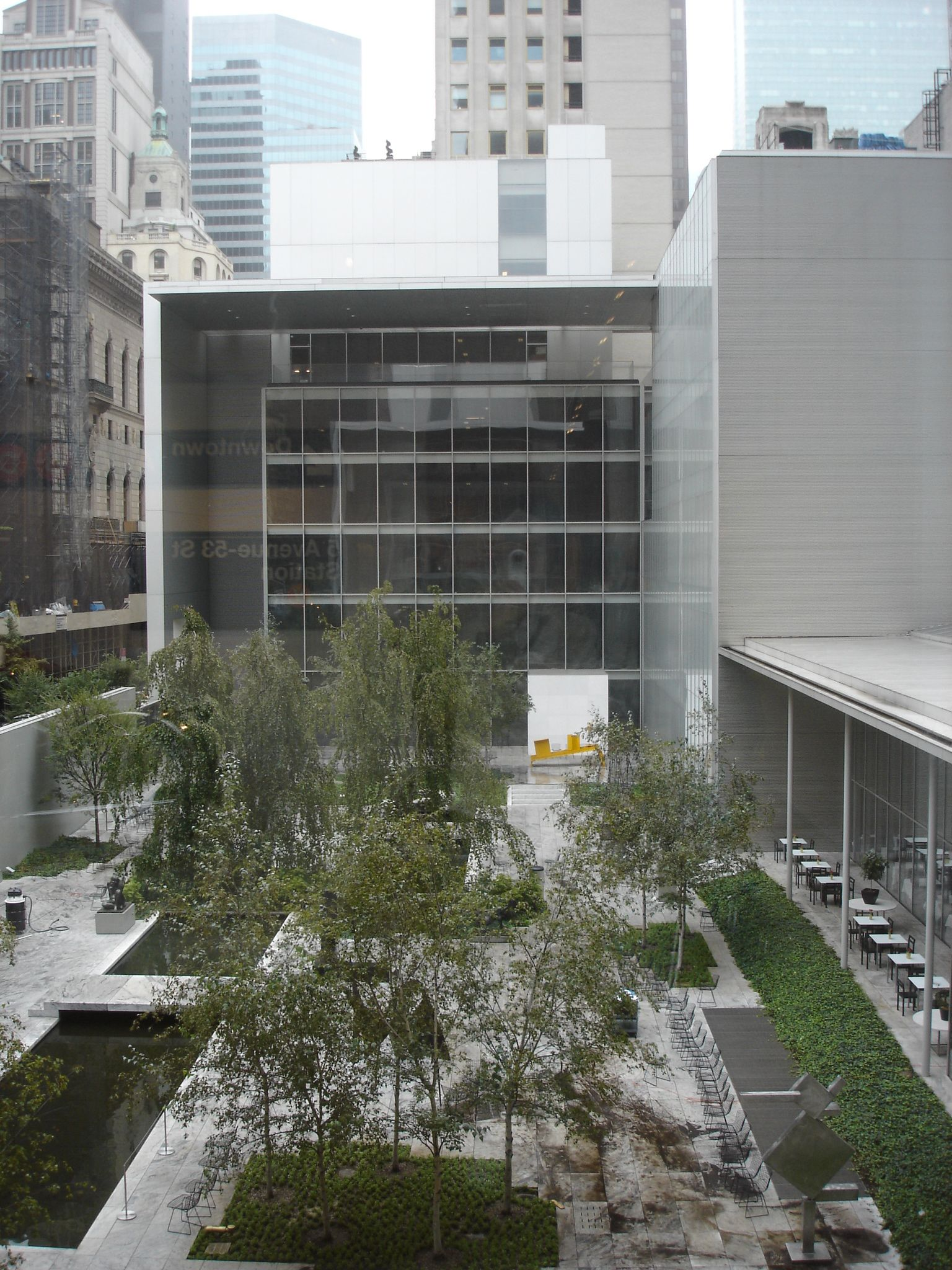
紐約市的現代藝術博物館（MoMA）。

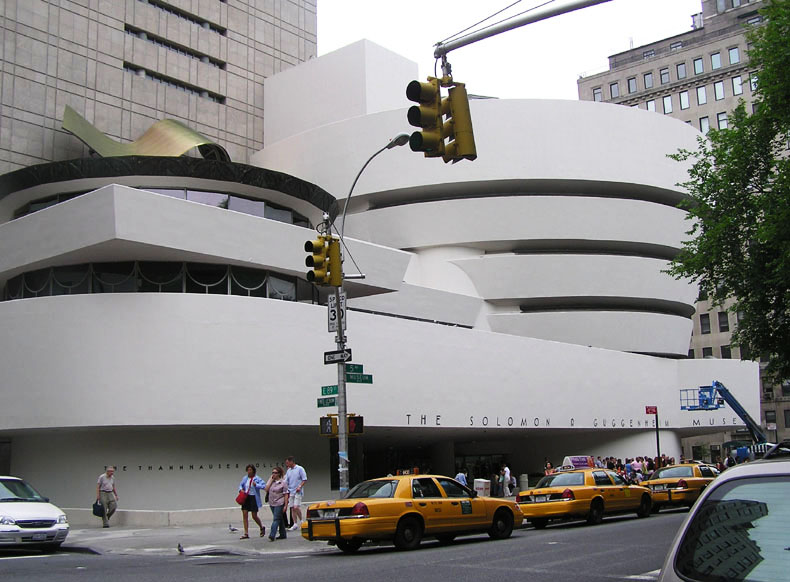
紐約市的索羅門·古根漢美術館。

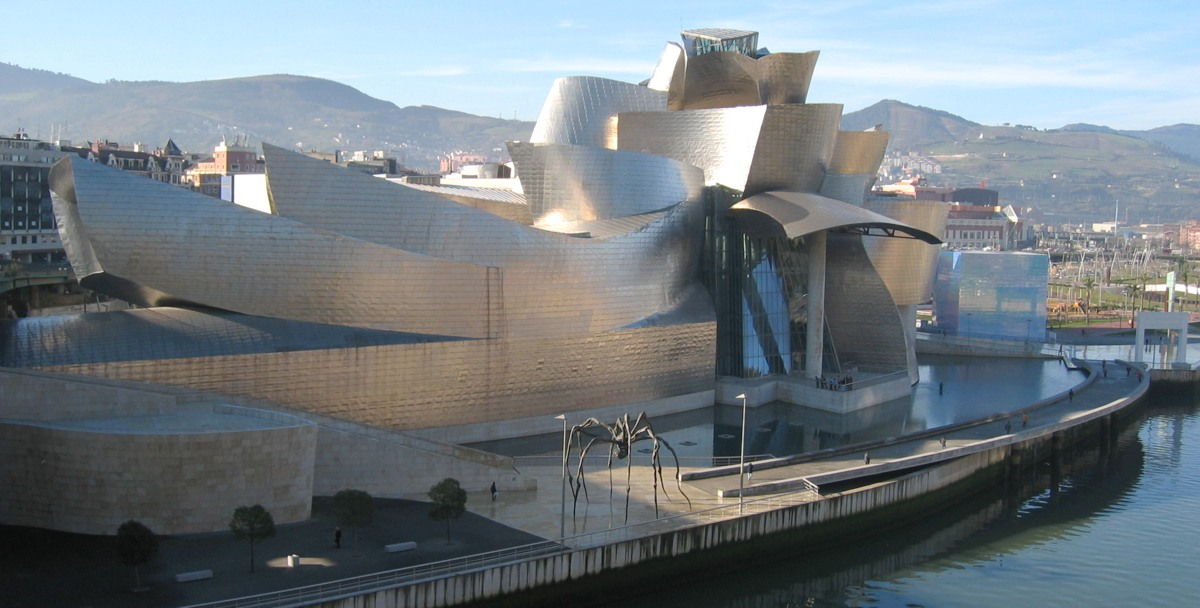
西班牙的畢爾包古根漢美術館。

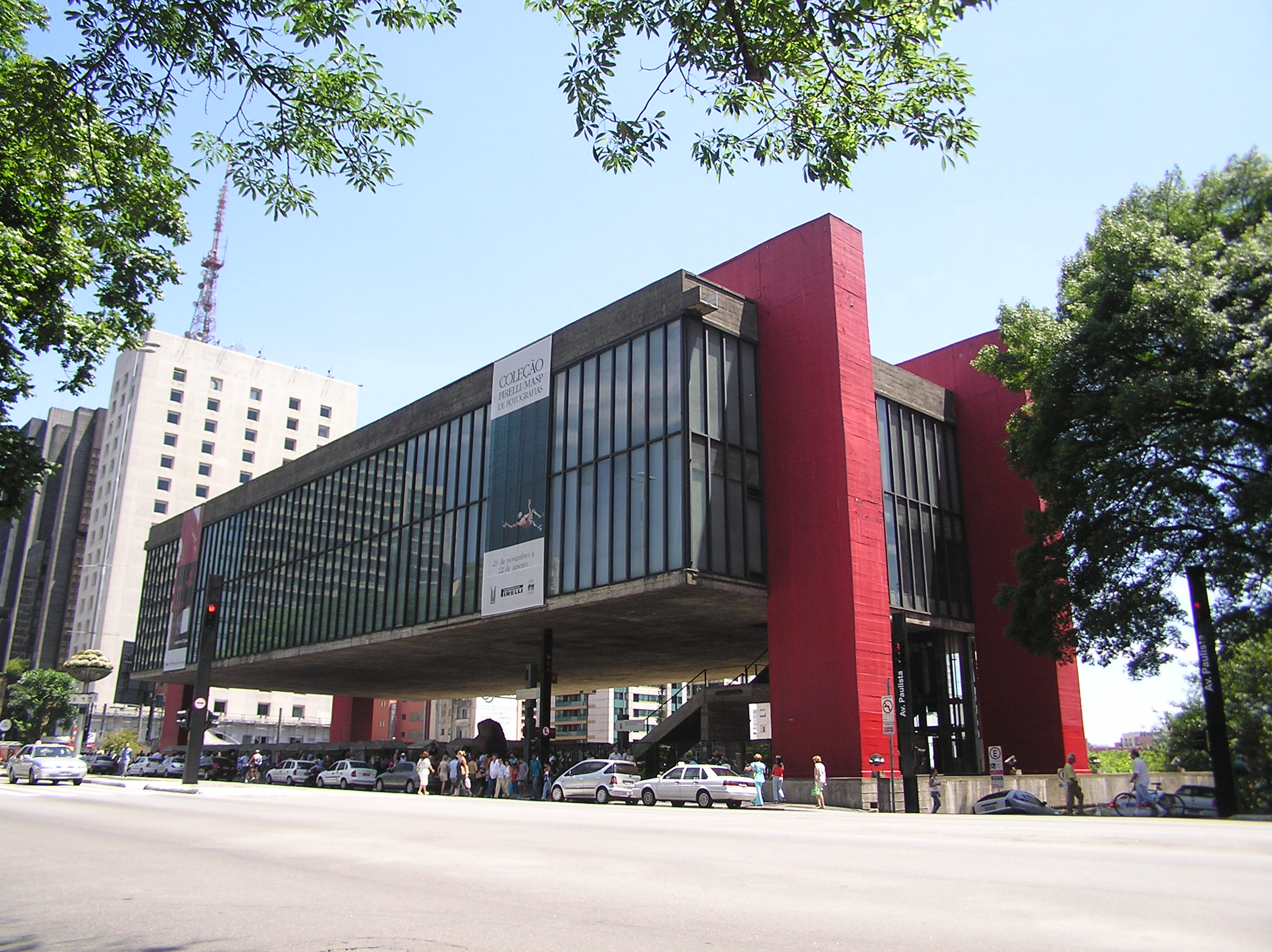
巴西聖保羅的聖保羅藝術博物館。

美術館是指保存、展示藝術作品的設施，通常是以視覺藝術為中心。最常見的展示品是繪畫，但雕塑、攝影作品、插畫、裝置藝術，以及工藝美術作品也可能會被展示。美術館主要的目的是提供展示空間，但有時也會用作舉辦其他類型的藝術活動，例如音樂會或詩歌朗誦會等。此外美術館通常也兼具推廣與文化相關的教育、研究等功能。

## 美術館的種類
美術館的定義可分為公開和私人性質。公開的美術館是一種博物館，對一般民眾公開展示藝術作品。另一方面，私人的美術館通常又稱為「私人藝廊」，主要是向企業或收藏家販售藝術作品的場地。然而，這兩種類型的美術館都可能舉辦向其他地方借調藝術品的有期限展覽活動。

### 博物館中的美術館
在博物館中向民眾公開的藝術品展示間，也是美術館的一種。例如，一間以古埃及為主題的展示間也可稱為「埃及美術館」。

### 當代美術館
當代美術館的定義通常是指私人擁有，並以營利為目的之一的商業美術館。在歐美地區，這些美術館通常是群聚於都會中某個區域。例如紐約市曼哈頓的雀兒喜區（Chelsea），該區被普遍認為是當代藝術的中心。
當代美術館通常免費對大眾開放，然而，某些當代美術館是半私有的設施。這些美術館通常以抽取販售藝術品所得之佣金作為營收的主要來源，一般來說是25%至50%。此外也有許多是非營利、以收藏藝術品為目的的私人美術館。某些美術館會向藝術家收取每日展示費，然而在部份的國際藝術市場裡認為這樣的收費是缺乏品味的。這類美術館通常一次只舉辦一個展覽。策展人（curators）通常會組成一個團體，並舉辦關於特定主題、藝術風潮，或相關藝術家的展覽。美術館有時會選擇獨家代理某一位藝術家，讓該藝術家的作品在美術館中常時展示。

### 線上美術館
由於網際網路的方便性，許多藝術家和美術館經營者開始設置「線上美術館」。線上美術館也能夠讓行動不便者在家中就能觀賞藝術作品。線上博物館的例子有Google Open Gallery。

### 自費美術館
「自費美術館」是向藝術家收取費用來展示他們的作品，就像是書籍作者的自費出版方式。這類的展覽通常不是經由策展人規劃，而且可能會儘可能的包含大量的藝術家。許多專業的藝術界人士能輕易的在藝術家的履歷表中認出這些自費展覽。

## 未在美術館展出的視覺藝術作品
在紙上的古代素描、版畫等作品，通常為了保護原始作品而不會被美術館永久展出或不在美術館展出。這些作品會被收藏在博物館的「版畫室」（print room）。壁畫則通常會被保留在原本存在的位置，但也有些壁畫會被取下移置到美術館展示或保存。在美術館中至多展示其複製品或照片。二十世紀興起或出現的多種藝術類別，例如地景藝術（land art）或表演藝術也通常存在於美術館之外。大部分的博物館和大型美術館的收藏品數量會多於展示空間能展出的數量，因此無法展出的作品會收藏在專屬的保管室中，成為「館藏」。
此外，與美術館類似的是雕塑公園（或雕塑花園），是在戶外空間展示雕塑品。例如台灣新北市的朱銘美術館。

## 美術館中的活動

### 展覽
美術館最重要的活動是舉行藝術品展覽。展覽可分為企劃展和常設展。
企劃展
企劃展是展出與特定主題相關的藝術作品，這些藝術作品通常會在某方面有共同點（例如相同藝術家、相同時代、受到相同風格影響等）。除了展出舉辦展覽之美術館的館藏外，也可能會向其他的美術館或私人收藏家商借藝術品。企劃展通常是在特定的期間內舉行。企劃展也有可能是由媒體、企劃公司、商業公司等出資或主辦，此類非美術館主辦的企劃展，有可能會在許多不同的美術館中輪流展覽，這樣的方式稱為「巡迴展」。
常設展
常設展是展出美術館本身的館藏作品。在常設展中，因為展示空間面積、修復作業、借出至其他展覽等原因，藝術品通常會輪流展示。在館藏豐富的美術館的常設展，會包含許多重要的作品，例如巴黎羅浮宮的常設展就包括《蒙娜麗莎》和《米洛的維納斯》。
另外，依據藝術作品種類的不同，展示方式也有許多種。許多年代久遠的藝術品會因為展示環境的變化而損壞，此外防止竊盜上的保全設施也必須設置完善，例如將珍貴的作品放入玻璃箱中展示，既可控制箱內的溫度和溼度，確保展示環境的穩定，也可防止竊盜事件發生。也有一些雕塑品會在室外展示，此外也有讓觀賞者能直接觸摸藝術作品，或與其互動，是為了讓藝術作品、空間和觀賞者的行為能結合成為完整的藝術表現，稱為裝置藝術或行为艺术。

## 建築
今天美術館的建築形式，最早是在1817年由約翰·索恩設計的杜爾維治美術館（Dulwich Picture Gallery）所建立的。在達偉奇畫廊中的展示空間是由許多彼此互相連結的房間組成，每一個房間的牆上都沒有任何的裝飾，並搭配由窗戶引入或吊燈產生的間接光源。
19世紀晚期的美國和歐洲開始出現大量的公開美術館建築，成為大城市的文化象徵。更多美術館開始與博物館和圖書館一樣在政府主導的教育政策中扮演重要地位。
在20世紀晚期，傳統風格的美術館建築開始漸漸被風格大膽的現代建築取代，成為國際觀光客的旅遊景點之一。第一個美術館建築本身成為地標的例子是紐約市的古根漢美術館，由法蘭克·洛伊·萊特設計。近期的例子則是弗蘭克·蓋里設計的畢爾包古根漢美術館和瑪利歐‧波塔（Mario Botta）的舊金山當代美術館（San Francisco Museum of Modern Art）。有些批評認為這樣的美術館建築是一種自我矛盾，因為誇張的外觀和室內裝潢會分散觀眾對藝術品的注意力，而藝術品才應該是美術館最重要的部份。

## 著名的美術館

### 非洲
- 埃及考古博物館

### 亞洲
- 故宫博物院
- 中国美术馆
- 上海博物馆
- 拉萨介观当代艺术博物馆
- 陕西历史博物馆
- 广东省博物馆
- 香港藝術館
- 國立故宮博物院
- 國立臺灣美術館
- 东京国立博物馆
- 伊拉克國家博物館

### 歐洲
- 艺术史博物馆 维也纳艺术史博物馆
- 梵谷博物館
- 雅典國家考古博物館
- 柏林博物館島
- 毕尔巴鄂古根海姆美术馆
- 倫敦國家美術館
- 國家肖像館
- 泰特現代藝術館
- 维多利亚和阿尔伯特博物馆
- 大英博物馆
- 阿須摩林博物館
- 羅浮宮
- 奥赛博物馆
- 龐畢度中心
- 吉美国立亚洲艺术博物馆
- 橘園美術館
- 羅馬國家博物館
- 佩姬·古根漢美術館

### 北美洲
- 伊莎貝拉嘉納藝術博物館
- 芝加哥艺术学院
- 衛克斯那藝術中心
- 密歇根大学
- 纳尔逊艺术博物馆
- 索羅門·古根漢美術館
- 大都會藝術博物館
- 現代藝術博物館（MoMA）
- 新當代藝術博物館
- 惠特尼美术馆
- 普林斯顿大学美術館
- 美國國家藝廊
- 西雅圖藝術博物館
- 國際女性藝術博物館

### 大洋洲
- 澳洲國立美術館
- 維多利雅國立美術館
- 新南威爾士美術館
- 紐西蘭國立博物館（Te Papa Tongarewa）
- 夏威夷美术馆（Honolulu Academy of Arts）

### 拉丁美洲
- 聖保羅藝術博物館